# NBA Playoffs 1952
Gli NBA Playoffs 1952 si conclusero con la vittoria dei Minneapolis Lakers (campioni della Western Division) che sconfissero i campioni della Eastern Division, i New York Knicks.

## Squadre qualificate

### Eastern Division
1. Syracuse Nationals
2. Boston Celtics
3. N.Y. Knicks
4. Philad. Warriors

### Western Division
1. Rochester Royals
2. Minneapolis Lakers
3. Ind. Olympians
4. Ft. Wayne Pistons

## Tabellone
|  | Semifinali Division | Semifinali Division  | Semifinali Division |                    |                      | Finali Division      | Finali Division | Finali Division |  |  | NBA Finals | NBA Finals | NBA Finals |  |
|  |                     |                      |                     |                    |                      |                      |                 |                 |  |  |            |            |            |  |
|  | 1                   | Rochester Royals *   | 2                   |                    |                      |                      |                 |                 |  |  |            |            |            |  |
|  | 1                   | Rochester Royals *   | 2                   |                    |                      |                      |                 |                 |  |  |            |            |            |  |
|  | 4                   | Ft. Wayne Pistons    | 0                   |                    |                      |                      |                 |                 |  |  |            |            |            |  |
|  | 4                   | Ft. Wayne Pistons    | 0                   |                    | Rochester Royals *   | Rochester Royals *   | 1               |                 |  |  |            |            |            |  |
|  |                     |                      |                     |                    | Rochester Royals *   | Rochester Royals *   | 1               |                 |  |  |            |            |            |  |
|  |                     |                      | Minneapolis Lakers  | Minneapolis Lakers | 3                    |                      |                 |                 |  |  |            |            |            |  |
|  | 3                   | Ind. Olympians       | Minneapolis Lakers  | Minneapolis Lakers | 3                    | 0                    |                 |                 |  |  |            |            |            |  |
|  | 3                   | Ind. Olympians       |                     |                    |                      |                      |                 |                 |  |  |            |            |            |  |
|  | 2                   | Minneapolis Lakers   | 2                   |                    |                      |                      |                 |                 |  |  |            |            |            |  |
|  | 2                   | Minneapolis Lakers   | 2                   |                    | Minneapolis Lakers   | Minneapolis Lakers   | 4               |                 |  |  |            |            |            |  |
|  |                     |                      |                     |                    |                      |                      |                 |                 |  |  |            |            |            |  |
|  |                     |                      | N.Y. Knicks         | N.Y. Knicks        | 3                    |                      |                 |                 |  |  |            |            |            |  |
|  | 1                   | Syracuse Nationals * | N.Y. Knicks         | N.Y. Knicks        | 3                    | 2                    |                 |                 |  |  |            |            |            |  |
|  | 1                   | Syracuse Nationals * |                     |                    |                      |                      |                 |                 |  |  |            |            |            |  |
|  | 4                   | Philad. Warriors     | 1                   |                    |                      |                      |                 |                 |  |  |            |            |            |  |
|  | 4                   | Philad. Warriors     | 1                   |                    | Syracuse Nationals * | Syracuse Nationals * | 1               |                 |  |  |            |            |            |  |
|  |                     |                      |                     |                    | Syracuse Nationals * | Syracuse Nationals * | 1               |                 |  |  |            |            |            |  |
|  |                     |                      | N.Y. Knicks         | N.Y. Knicks        | 3                    |                      |                 |                 |  |  |            |            |            |  |
|  | 3                   | N.Y. Knicks          | N.Y. Knicks         | N.Y. Knicks        | 3                    | 2                    |                 |                 |  |  |            |            |            |  |
|  | 3                   | N.Y. Knicks          |                     |                    |                      |                      |                 |                 |  |  |            |            |            |  |
|  | 2                   | Boston Celtics       | 1                   |                    |                      |                      |                 |                 |  |  |            |            |            |  |

Legenda
- * Vincitore Division
- "Grassetto" Vincitore serie
- "Corsivo" Squadra con fattore campo

## Eastern Division

### Semifinali

#### (1) Syracuse Nationals - (4) Philadelphia Warriors
RISULTATO FINALE: 2-1
| Syracuse 20 marzo 1952 Gara 1                                                                                        | Syracuse Nationals | 102 – 83 (25-19, 24-21, 28-22, 25-21) referto | Philad. Warriors | Onondaga War Memorial |
| D. Schayes 31 Punti P. Arizin 22 W. Osterkorn , P. Seymour 4 Assist A. Phillip 6 D. Schayes 18 Rimbalzi P. Arizin 13 |                    |                                               |                  |                       |
| |                    |                                               |                  |                       |
| D. Schayes 31 | Punti              | P. Arizin 22                                  |                  |                       |
| W. Osterkorn, P. Seymour 4                                                                                           | Assist             | A. Phillip 6                                  |                  |                       |
| D. Schayes 18 | Rimbalzi           | P. Arizin 13                                  |                  |                       |

| Filadelfia 22 marzo 1952 Gara 2 | Philad. Warriors | 100 – 95 (30-22, 28-23, 18-21, 24-29) referto | Syracuse Nationals | Philadelphia Arena |
| P. Arizin 20 Punti W. Osterkorn , P. Seymour 17 A. Phillip 9 Assist W. Osterkorn 7 P. Arizin 10 Rimbalzi D. Schayes , G. Ratkovicz 12 |                  |                                               |                    |                    |
| |                  |                                               |                    |                    |
| P. Arizin 20 | Punti            | W. Osterkorn, P. Seymour 17                   |                    |                    |
| A. Phillip 9 | Assist           | W. Osterkorn 7                                |                    |                    |
| P. Arizin 10 | Rimbalzi         | D. Schayes, G. Ratkovicz 12                   |                    |                    |

| Syracuse 23 marzo 1952 Gara 3                                                                         | Syracuse Nationals | 84 – 73 (22-24, 20-20, 19-11, 23-18) referto | Philad. Warriors | Onondaga War Memorial |
| R. Rocha 20 Punti P. Arizin 26 P. Seymour 4 Assist A. Phillip 7 W. Osterkorn 12 Rimbalzi P. Arizin 15 |                    |                                              |                  |                       |
| |                    |                                              |                  |                       |
| R. Rocha 20                                                                                           | Punti              | P. Arizin 26                                 |                  |                       |
| P. Seymour 4                                                                                          | Assist             | A. Phillip 7                                 |                  |                       |
| W. Osterkorn 12                                                                                       | Rimbalzi           | P. Arizin 15                                 |                  |                       |

PRECEDENTI IN REGULAR SEASON
| Regular Season 1951-52 | Syracuse Nationals | 6 – 3 | Philad. Warriors | Referto 1 - Referto 2 - Referto 3 - Referto 4, Referto 5 - Referto 6, Referto 7 - Referto 8 - Referto 9 |
| Philadelphia Warriors 90 Philadelphia Warriors 82 Syracuse Nationals 93 Syracuse Nationals 98 (1 t.s.) Philadelphia Warriors 95 Philadelphia Warriors 87 Syracuse Nationals 91 Philadelphia Warriors 92 Syracuse Nationals 99 Punti 97 Syracuse Nationals 75 Syracuse Nationals 74 Philadelphia Warriors 93 Philadelphia Warriors 94 Syracuse Nationals 96 Syracuse Nationals 84 Philadelphia Warriors 83 Syracuse Nationals 82 Philadelphia Warriors |                    | |                  | |
| |                    | |                  | |
| Philadelphia Warriors 90 Philadelphia Warriors 82 Syracuse Nationals 93 Syracuse Nationals 98 (1 t.s.) Philadelphia Warriors 95 Philadelphia Warriors 87 Syracuse Nationals 91 Philadelphia Warriors 92 Syracuse Nationals 99 | Punti              | 97 Syracuse Nationals 75 Syracuse Nationals 74 Philadelphia Warriors 93 Philadelphia Warriors 94 Syracuse Nationals 96 Syracuse Nationals 84 Philadelphia Warriors 83 Syracuse Nationals 82 Philadelphia Warriors |                  | |

PRECEDENTI NEI PLAYOFF
|  | Syracuse Nationals (1950, 1951) | 2 – 0 | Philad. Warriors |  |

#### (2) Boston Celtics - (3) New York Knicks
RISULTATO FINALE: 1-2
| Boston 19 marzo 1952 Gara 1                                          | Boston Celtics | 105 – 94 (21-18, 32-21, 24-25, 28-30) referto | N.Y. Knicks | Boston Garden |
| B. Cousy 31 Punti M. Zaslofsky 20 B. Sharman 7 Assist Dick McGuire 7 |                |                                               |             |               |
|                                                                      |                |                                               |             |               |
| B. Cousy 31                                                          | Punti          | M. Zaslofsky 20                               |             |               |
| B. Sharman 7                                                         | Assist         | Dick McGuire 7                                |             |               |

| Arbitri: | Chuck Solodare Jocko Collins |

|               |        |                |
| C. Simmons 22 | Punti  | E. Macauley 36 |
| D. McGuire 7  | Assist | B. Donham 9    |

| Arbitri: | Chuck Solodare Jocko Collins |

|             |        |                 |
| B. Cousy 34 | Punti  | M. Zaslofsky 21 |
| B. Cousy 8  | Assist | Dick McGuire 9  |

PRECEDENTI IN REGULAR SEASON
| Regular Season 1951-52 | Boston Celtics | 4 – 5 | N.Y. Knicks | Referto 1 - Referto 2 - Referto 3 - Referto 4, Referto 5 - Referto 6, Referto 7 - Referto 8 - Referto 9 |
| Boston Celtics 92 New York Knicks 68 Boston Celtics 103 Boston Celtics 100 (1 t.s.) New York Knicks 87 New York Knicks 91 Boston Celtics 100 New York Knicks 105 Boston Celtics 87 Punti 93 New York Knicks 70 Boston Celtics 94 New York Knicks 90 New York Knicks 86 Boston Celtics 83 Boston Celtics 95 New York Knicks 86 Boston Celtics 89 New York Knicks |                | |             | |
| |                | |             | |
| Boston Celtics 92 New York Knicks 68 Boston Celtics 103 Boston Celtics 100 (1 t.s.) New York Knicks 87 New York Knicks 91 Boston Celtics 100 New York Knicks 105 Boston Celtics 87 | Punti          | 93 New York Knicks 70 Boston Celtics 94 New York Knicks 90 New York Knicks 86 Boston Celtics 83 Boston Celtics 95 New York Knicks 86 Boston Celtics 89 New York Knicks |             | |

PRECEDENTI NEI PLAYOFF
|  | Boston Celtics | 0 – 1 | N.Y. Knicks (1951) |  |

### Finale

#### (1) Syracuse Nationals - (3) New York Knicks
RISULTATO FINALE: 1-3
| Syracuse 2 aprile 1952 Gara 1                              | Syracuse Nationals | 85 – 87 (23-13, 22-23, 18-23, 27-23) referto | N.Y. Knicks | Onondaga War Memorial |
| D. Schayes 25 Punti M. Zaslofsky 26 D. Schayes 11 Rimbalzi |                    |                                              |             |                       |
|                                                            |                    |                                              |             |                       |
| D. Schayes 25                                              | Punti              | M. Zaslofsky 26                              |             |                       |
| D. Schayes 11                                              | Rimbalzi           |                                              |             |                       |

| Arbitri: | Sid Borgia Julie Meyer |

|               |          |                |
| P. Seymour 21 | Punti    | H. Gallatin 16 |
| D. Schayes 11 | Rimbalzi |                |

| Arbitri: | Julie Meyer Phil Fox |

|                 |          |             |
| M. Zaslofsky 20 | Punti    | R. Rocha 22 |
| D. McGuire 13   | Assist   |             |
| N. Clifton 17   | Rimbalzi |             |

| New York 8 aprile 1952 Gara 4                            | N.Y. Knicks | 100 – 93 (20-16, 20-22, 28-17, 32-38) referto | Syracuse Nationals | Madison Square Garden III |
| M. Zaslofsky 20 Punti D. Schayes 22 D. McGuire 13 Assist |             |                                               |                    |                           |
|                                                          |             |                                               |                    |                           |
| M. Zaslofsky 20                                          | Punti       | D. Schayes 22                                 |                    |                           |
| D. McGuire 13                                            | Assist      |                                               |                    |                           |

PRECEDENTI IN REGULAR SEASON
| Regular Season 1951-52 | Syracuse Nationals | 4 – 5 | N.Y. Knicks | Referto 1 - Referto 2 - Referto 3 - Referto 4, Referto 5 - Referto 6, Referto 7 - Referto 8 - Referto 9 |
| New York Knicks 72 Syracuse Nationals 100 New York Knicks 92 Syracuse Nationals 72 Syracuse Nationals 110 New York Knicks 78 Syracuse Nationals 66 New York Knicks 97 Syracuse Nationals 84 Punti 79 Syracuse Nationals 73 New York Knicks 73 Syracuse Nationals 75 New York Knicks 96 New York Knicks 69 Syracuse Nationals 61 New York Knicks 90 Syracuse Nationals 90 New York Knicks |                    | |             | |
| |                    | |             | |
| New York Knicks 72 Syracuse Nationals 100 New York Knicks 92 Syracuse Nationals 72 Syracuse Nationals 110 New York Knicks 78 Syracuse Nationals 66 New York Knicks 97 Syracuse Nationals 84 | Punti              | 79 Syracuse Nationals 73 New York Knicks 73 Syracuse Nationals 75 New York Knicks 96 New York Knicks 69 Syracuse Nationals 61 New York Knicks 90 Syracuse Nationals 90 New York Knicks |             | |

PRECEDENTI NEI PLAYOFF
|  | Syracuse Nationals (1950) | 1 – 1 | N.Y. Knicks (1951) |  |

## Western Division

### Semifinali

#### (1) Rochester Royals - (4) Fort Wayne Pistons
RISULTATO FINALE: 2-0
| Rochester 18 marzo 1952 Gara 1                    | Rochester Royals | 95 – 78 (22-22, 17-14, 23-18, 33-24) referto | Ft. Wayne Pistons | Edgerton Park Arena |
| B. Wanzer 26 Punti L. Foust 17 A. Risen 15 Assist |                  |                                              |                   |                     |
|                                                   |                  |                                              |                   |                     |
| B. Wanzer 26                                      | Punti            | L. Foust 17                                  |                   |                     |
| A. Risen 15                                       | Assist           |                                              |                   |                     |

| Fort Wayne 20 marzo 1952 Gara 2                                   | Ft. Wayne Pistons | 86 – 92 (17-30, 26-14, 15-23, 28-25) referto | Rochester Royals | North Side High School Gym |
| J. Kerris 17 Punti B. Davies 29 Rimbalzi A. Risen , J. Coleman 14 |                   |                                              |                  |                            |
|                                                                   |                   |                                              |                  |                            |
| J. Kerris 17                                                      | Punti             | B. Davies 29                                 |                  |                            |
|                                                                   | Rimbalzi          | A. Risen, J. Coleman 14                      |                  |                            |

PRECEDENTI IN REGULAR SEASON
| Regular Season 1951-52 | Rochester Royals | 6 – 3 | Ft. Wayne Pistons | Referto 1 - Referto 2 - Referto 3 - Referto 4, Referto 5 - Referto 6, Referto 7 - Referto 8 - Referto 9 |
| Fort Wayne Pistons 71 Rochester Royals 74 Fort Wayne Pistons 86 Fort Wayne Pistons 54 Rochester Royals 75 Rochester Royals 76 Fort Wayne Pistons 94 Rochester Royals 104 Fort Wayne Pistons 84 Punti 76 Rochester Royals (1 t.s.) 63 Fort Wayne Pistons 84 Rochester Royals 69 Rochester Royals 61 Fort Wayne Pistons 88 Fort Wayne Pistons 90 Rochester Royals 71 Fort Wayne Pistons 86 Rochester Royals |                  | |                   | |
| |                  | |                   | |
| Fort Wayne Pistons 71 Rochester Royals 74 Fort Wayne Pistons 86 Fort Wayne Pistons 54 Rochester Royals 75 Rochester Royals 76 Fort Wayne Pistons 94 Rochester Royals 104 Fort Wayne Pistons 84 | Punti            | 76 Rochester Royals (1 t.s.) 63 Fort Wayne Pistons 84 Rochester Royals 69 Rochester Royals 61 Fort Wayne Pistons 88 Fort Wayne Pistons 90 Rochester Royals 71 Fort Wayne Pistons 86 Rochester Royals |                   | |

PRECEDENTI NEI PLAYOFF
|  | Rochester Royals (1951) | 1 – 1 | Ft. Wayne Pistons (1950) |  |

#### (2) Minneapolis Lakers - (3) Indianapolis Olympians
RISULTATO FINALE: 2-0
| Arbitri: | Sid Borgia Arnie Heft |

|             |       |                              |
| G. Mikan 24 | Punti | L. Barnhorst, J. Graboski 17 |

| Indianapolis 25 marzo 1952 Gara 2 | Ind. Olympians | 87 – 94 (24-23, 25-21, 21-25, 17-25) referto | Minneapolis Lakers | Butler Fieldhouse |
| J. Graboski 29 Punti G. Mikan 36  |                |                                              |                    |                   |
|                                   |                |                                              |                    |                   |
| J. Graboski 29                    | Punti          | G. Mikan 36                                  |                    |                   |

PRECEDENTI IN REGULAR SEASON
| Regular Season 1951-52 | Minneapolis Lakers | 5 – 4 | Ind. Olympians | Referto 1 - Referto 2 - Referto 3 - Referto 4, Referto 5 - Referto 6, Referto 7 - Referto 8 - Referto 9 |
| Indianapolis Olympians 71 Minneapolis Lakers 82 Minneapolis Lakers 78 Indianapolis Olympians 85 Minneapolis Lakers 86 Indianapolis Olympians 82 Minneapolis Lakers 91 Indianapolis Olympians 85 Minneapolis Lakers 98 Punti 77 Minneapolis Lakers 73 Indianapolis Olympians 85 Indianapolis Olympians 69 Minneapolis Lakers 65 Indianapolis Olympians 75 Minneapolis Lakers 74 Indianapolis Olympians 77 Minneapolis Lakers 88 Indianapolis Olympians |                    | |                | |
| |                    | |                | |
| Indianapolis Olympians 71 Minneapolis Lakers 82 Minneapolis Lakers 78 Indianapolis Olympians 85 Minneapolis Lakers 86 Indianapolis Olympians 82 Minneapolis Lakers 91 Indianapolis Olympians 85 Minneapolis Lakers 98 | Punti              | 77 Minneapolis Lakers 73 Indianapolis Olympians 85 Indianapolis Olympians 69 Minneapolis Lakers 65 Indianapolis Olympians 75 Minneapolis Lakers 74 Indianapolis Olympians 77 Minneapolis Lakers 88 Indianapolis Olympians |                | |

PRECEDENTI NEI PLAYOFF
|  | Minneapolis Lakers (1951) | 1 – 0 | Ind. Olympians |  |

### Finale

#### (1) Rochester Royals - (2) Minneapolis Lakers
RISULTATO FINALE: 1-3
| Rochester 29 marzo 1952 Gara 1                        | Rochester Royals | 88 – 78 (28-25, 19-17, 23-23, 13-18) referto | Minneapolis Lakers | Edgerton Park Arena |
| B. Davies 26 Punti G. Mikan 47 J. Coleman 13 Rimbalzi |                  |                                              |                    |                     |
|                                                       |                  |                                              |                    |                     |
| B. Davies 26                                          | Punti            | G. Mikan 47                                  |                    |                     |
| J. Coleman 13                                         | Rimbalzi         |                                              |                    |                     |

| Rochester 30 marzo 1952 Gara 2      | Rochester Royals | 78 – 83 (d.1t.s.) (17-27, 17-15, 20-17, 19-14) (5-10) referto | Minneapolis Lakers | Edgerton Park Arena |
| A. Risen 24 Punti Vern Mikkelsen 19 |                  |                                                               |                    |                     |
|                                     |                  |                                                               |                    |                     |
| A. Risen 24                         | Punti            | Vern Mikkelsen 19                                             |                    |                     |

| Minneapolis 5 aprile 1952 Gara 3     | Minneapolis Lakers | 77 – 67 (14-14, 22-15, 18-19, 23-19) referto | Rochester Royals | Minneapolis Auditorium |
| J. Pollard 22 Punti Arnie Johnson 16 |                    |                                              |                  |                        |
|                                      |                    |                                              |                  |                        |
| J. Pollard 22                        | Punti              | Arnie Johnson 16                             |                  |                        |

| Arbitri: | Sid Borgia Stanley Stutz |

|                            |       |              |
| Vern Mikkelsen, F. Saul 18 | Punti | B. Davies 21 |

PRECEDENTI IN REGULAR SEASON
| Regular Season 1951-52 | Rochester Royals | 2 – 7 | Minneapolis Lakers | Referto 1 - Referto 2 - Referto 3 - Referto 4, Referto 5 - Referto 6, Referto 7 - Referto 8 - Referto 9 |
| Rochester Royals 74 (2 t.s.) Minneapolis Lakers 70 Rochester Royals 96 (2 t.s.) Minneapolis Lakers 91 Minneapolis Lakers 77 Minneapolis Lakers 86 Rochester Royals 73 (1 t.s.) Rochester Royals 94 Minneapolis Lakers 96 Punti 93 Minneapolis Lakers 65 Rochester Royals 85 Minneapolis Lakers 81 Rochester Royals 75 Rochester Royals 75 Rochester Royals 83 Minneapolis Lakers 92 Minneapolis Lakers 90 Rochester Royals |                  | |                    | |
| |                  | |                    | |
| Rochester Royals 74 (2 t.s.) Minneapolis Lakers 70 Rochester Royals 96 (2 t.s.) Minneapolis Lakers 91 Minneapolis Lakers 77 Minneapolis Lakers 86 Rochester Royals 73 (1 t.s.) Rochester Royals 94 Minneapolis Lakers 96 | Punti            | 93 Minneapolis Lakers 65 Rochester Royals 85 Minneapolis Lakers 81 Rochester Royals 75 Rochester Royals 75 Rochester Royals 83 Minneapolis Lakers 92 Minneapolis Lakers 90 Rochester Royals |                    | |

PRECEDENTI NEI PLAYOFF
|  | Rochester Royals (1951) | 1 – 1 | Minneapolis Lakers (1949) |  |

## NBA Finals 1952

### Minneapolis Lakers - New York Knicks
RISULTATO FINALE
|  | Minneapolis Lakers | 4 – 3 | N.Y. Knicks |  |

PRECEDENTI IN REGULAR SEASON
| Regular Season 1951-52 | Minneapolis Lakers | 4 – 2 | N.Y. Knicks | Referto 1 - Referto 2 - Referto 3 - Referto 4, Referto 5 - Referto 6 |
| New York Knicks 73 New York Knicks 69 Minneapolis Lakers 107 Minneapolis Lakers 77 New York Knicks 98 Minneapolis Lakers 85 Punti 89 Minneapolis Lakers 67 Minneapolis Lakers 92 New York Knicks 65 New York Knicks 96 Minneapolis Lakers 83 New York Knicks |                    | |             |                                                                      |
| |                    | |             |                                                                      |
| New York Knicks 73 New York Knicks 69 Minneapolis Lakers 107 Minneapolis Lakers 77 New York Knicks 98 Minneapolis Lakers 85 | Punti              | 89 Minneapolis Lakers 67 Minneapolis Lakers 92 New York Knicks 65 New York Knicks 96 Minneapolis Lakers 83 New York Knicks |             |                                                                      |

PRECEDENTI NEI PLAYOFF

Si è trattata della prima sfida tra le due squadre ai playoff.

#### Roster
| \| Pos. \| Num. \| Naz. \| Nome \| Altezza \| Peso \| Data nascita \| Provenienza \| \| ---- \| ---- \| ---- \| --------------- \| ------- \| ------ \| ------------ \| --------------- \| \| G \| 16 \| \| Harrison, Bob \| 185 cm \| 86 kg \| 12-08-1927 \| Michigan \| \| A/C \| 11 \| \| Hitch, Lew \| 203 cm \| 91 kg \| 16-07-1929 \| Kansas State \| \| P \| 15 \| \| Hutton, Joe \| 186 cm \| 77 kg \| 06-10-1928 \| Hamline \| \| P \| 22 \| \| Martin, Slater \| 178 cm \| 77 kg \| 22-10-1925 \| Texas Longhorns \| \| C \| 99 \| \| Mikan, George \| 208 cm \| 111 kg \| 18-06-1924 \| DePaul \| \| C \| 19 \| \| Mikkelsen, Vern \| 201 cm \| 104 kg \| 21-10-1928 \| Hamline \| \| AG \| 17 \| \| Pollard, Jim \| 193 cm \| 84 kg \| 09-07-1922 \| Stanford \| \| G \| 18 \| \| Saul, Frank \| 188 cm \| 84 kg \| 16-02-1924 \| Seton Hall \| \| AG \| 12 \| \| Schultz, Howie \| 198 cm \| 91 kg \| 03-07-1922 \| Hamline \| \| P \| 20 \| \| Skoog, Whitey \| 180 cm \| 82 kg \| 02-11-1926 \| Minnesota \| | Allenatore - John Kundla Legenda - (C) Capitano - (FA) Free agent - (S) Sospeso - (TW) Contratto Two-way - (GL) Assegnato a squadra G League affiliata - Infortunato Roster • Transazioni · Ultima transazione: 26 aprile 1954 |                        |                 |         |        |              |                 |
| Pos. | Num. | Naz.                   | Nome            | Altezza | Peso   | Data nascita | Provenienza     |
| G | 16 | Stati Uniti (bandiera) | Harrison, Bob   | 185 cm  | 86 kg  | 12-08-1927   | Michigan        |
| A/C | 11 | Stati Uniti (bandiera) | Hitch, Lew      | 203 cm  | 91 kg  | 16-07-1929   | Kansas State    |
| P | 15 | Stati Uniti (bandiera) | Hutton, Joe     | 186 cm  | 77 kg  | 06-10-1928   | Hamline         |
| P | 22 | Stati Uniti (bandiera) | Martin, Slater  | 178 cm  | 77 kg  | 22-10-1925   | Texas Longhorns |
| C | 99 | Stati Uniti (bandiera) | Mikan, George   | 208 cm  | 111 kg | 18-06-1924   | DePaul          |
| C | 19 | Stati Uniti (bandiera) | Mikkelsen, Vern | 201 cm  | 104 kg | 21-10-1928   | Hamline         |
| AG | 17 | Stati Uniti (bandiera) | Pollard, Jim    | 193 cm  | 84 kg  | 09-07-1922   | Stanford        |
| G | 18 | Stati Uniti (bandiera) | Saul, Frank     | 188 cm  | 84 kg  | 16-02-1924   | Seton Hall      |
| AG | 12 | Stati Uniti (bandiera) | Schultz, Howie  | 198 cm  | 91 kg  | 03-07-1922   | Hamline         |
| P | 20 | Stati Uniti (bandiera) | Skoog, Whitey   | 180 cm  | 82 kg  | 02-11-1926   | Minnesota       |

| \| Pos. \| Num. \| Naz. \| Nome \| Altezza \| Peso \| Data nascita \| Provenienza \| \| ---- \| ----- \| ---- \| ----------------- \| ------- \| ------ \| ------------ \| -------------------- \| \| A \| 12 \| \| Boryla, Vince \| 196 cm \| 95 kg \| 11-03-1927 \| Denver \| \| A/C \| 8 \| \| Clifton, Nat \| 198 cm \| 100 kg \| 13-10-1922 \| Xavier-Louisiana \| \| A/C \| 11 \| \| Gallatin, Harry \| 198 cm \| 95 kg \| 26-04-1927 \| Truman State \| \| A \| 17-6 \| \| Kaftan, George \| 191 cm \| 86 kg \| 22-02-1928 \| Holy Cross \| \| G \| 7 \| \| Lumpp, Ray \| 185 cm \| 81 kg \| 11-07-1923 \| New York \| \| A \| 16-3 \| \| McGuire, Al \| 188 cm \| 82 kg \| 07-09-1928 \| St. John's \| \| G \| 15 \| \| McGuire, Dick \| 183 cm \| 82 kg \| 25-01-1926 \| St. John's \| \| C \| 19-22 \| \| Scherer, Herb \| 206 cm \| 96 kg \| 21-12-1928 \| Long Island \| \| A/C \| 18 \| \| Simmons, Connie \| 203 cm \| 101 kg \| 15-03-1925 \| Flushing High School \| \| G/AP \| 9 \| \| Vandeweghe, Ernie \| 191 cm \| 88 kg \| 12-09-1928 \| Colgate \| \| G/AP \| 10 \| \| Zaslofsky, Max \| 188 cm \| 77 kg \| 07-12-1925 \| St. John's \| | Allenatore - Joe Lapchick Legenda - (C) Capitano - (FA) Free agent - (S) Sospeso - (TW) Contratto Two-way - (GL) Assegnato a squadra G League affiliata - Infortunato Roster • Transazioni · Ultima transazione: 26 aprile 1952 |                        |                   |         |        |              |                      |
| Pos. | Num. | Naz.                   | Nome              | Altezza | Peso   | Data nascita | Provenienza          |
| A | 12 | Stati Uniti (bandiera) | Boryla, Vince     | 196 cm  | 95 kg  | 11-03-1927   | Denver               |
| A/C | 8 | Stati Uniti (bandiera) | Clifton, Nat      | 198 cm  | 100 kg | 13-10-1922   | Xavier-Louisiana     |
| A/C | 11 | Stati Uniti (bandiera) | Gallatin, Harry   | 198 cm  | 95 kg  | 26-04-1927   | Truman State         |
| A | 17-6 | Stati Uniti (bandiera) | Kaftan, George    | 191 cm  | 86 kg  | 22-02-1928   | Holy Cross           |
| G | 7 | Stati Uniti (bandiera) | Lumpp, Ray        | 185 cm  | 81 kg  | 11-07-1923   | New York             |
| A | 16-3 | Stati Uniti (bandiera) | McGuire, Al       | 188 cm  | 82 kg  | 07-09-1928   | St. John's           |
| G | 15 | Stati Uniti (bandiera) | McGuire, Dick     | 183 cm  | 82 kg  | 25-01-1926   | St. John's           |
| C | 19-22 | Stati Uniti (bandiera) | Scherer, Herb     | 206 cm  | 96 kg  | 21-12-1928   | Long Island          |
| A/C | 18 | Stati Uniti (bandiera) | Simmons, Connie   | 203 cm  | 101 kg | 15-03-1925   | Flushing High School |
| G/AP | 9 | Canada (bandiera)      | Vandeweghe, Ernie | 191 cm  | 88 kg  | 12-09-1928   | Colgate              |
| G/AP | 10 | Stati Uniti (bandiera) | Zaslofsky, Max    | 188 cm  | 77 kg  | 07-12-1925   | St. John's           |

#### Risultati
| Arbitri: | Sid Borgia Stanley Stutz |

|                                                                  |            |                                                                             |
| J. Pollard 34                                                    | Punti      | C. Simmons, D. McGuire 15                                                   |
| J. Pollard, G. Mikan 4                                           | Assist     | D. McGuire 5                                                                |
| G. Mikan 16                                                      | Rimbalzi   | N. Clifton 12                                                               |
| Harrison, Hitch, Hutton, Martin, Mikan, Mikkelsen, Pollard, Saul | Formazioni | Clifton, Gallatin, Kaftan, McGuire, McGuire, Simmons, Vandeweghe, Zaslofsky |

| Arbitri: | Sid Borgia Stanley Stutz |

|                                                                  |            |                                                                            |
| G. Mikan 18                                                      | Punti      | H. Gallatin 18                                                             |
| S. Martin 4                                                      | Assist     | D. McGuire 5                                                               |
| G. Mikan 21                                                      | Rimbalzi   | H. Gallatin 11                                                             |
| Harrison, Hitch, Hutton, Martin, Mikan, Mikkelsen, Pollard, Saul | Formazioni | Clifton, Gallatin, Lumpp, McGuire, McGuire, Simmons, Vandeweghe, Zaslofsky |

| Arbitri: | Stanley Stutz Sid Borgia |

|                                                                                    |            |                                                                    |
| M. Zaslofsky 17                                                                    | Punti      | G. Mikan 26                                                        |
| D. McGuire 10                                                                      | Assist     | F. Saul 8                                                          |
| N. Clifton 10                                                                      | Rimbalzi   | G. Mikan 17                                                        |
| Clifton, Gallatin, Kaftan, Lumpp, McGuire, McGuire, Simmons, Vandeweghe, Zaslofsky | Formazioni | Harrison, Hutton, Martin, Mikan, Mikkelsen, Pollard, Saul, Schultz |

| Arbitri: | Sid Borgia Stanley Stutz |

|                                                                                    |            |                                                                           |
| C. Simmons 30                                                                      | Punti      | S. Martin 32                                                              |
| D. McGuire 6                                                                       | Assist     | F. Saul 5                                                                 |
| N. Clifton 12                                                                      | Rimbalzi   | G. Mikan 17                                                               |
| Clifton, Gallatin, Kaftan, Lumpp, McGuire, McGuire, Simmons, Vandeweghe, Zaslofsky | Formazioni | Harrison, Hitch, Hutton, Martin, Mikan, Mikkelsen, Pollard, Saul, Schultz |

| Arbitri: | Sid Borgia Stanley Stutz |

|                                                                  |            |                                                                                    |
| V. Mikkelsen, G. Mikan 32                                        | Punti      | N. Clifton 17                                                                      |
| F. Saul 5                                                        | Assist     | 6 giocatori 1                                                                      |
| G. Mikan 17                                                      | Rimbalzi   | N. Clifton, H. Gallatin 8                                                          |
| Harrison, Hitch, Hutton, Martin, Mikan, Mikkelsen, Saul, Schultz | Formazioni | Clifton, Gallatin, Kaftan, Lumpp, McGuire, McGuire, Simmons, Vandeweghe, Zaslofsky |

| Arbitri: | Stanley Stutz Sid Borgia |

|                                                                                    |            |                                                                  |
| M. Zaslofsky 23                                                                    | Punti      | G. Mikan 28                                                      |
| E. Vandeweghe 7                                                                    | Assist     | S. Martin 9                                                      |
| H. Gallatin 13                                                                     | Rimbalzi   | G. Mikan 15                                                      |
| Clifton, Gallatin, Kaftan, Lumpp, McGuire, McGuire, Simmons, Vandeweghe, Zaslofsky | Formazioni | Harrison, Hitch, Hutton, Martin, Mikan, Mikkelsen, Saul, Schultz |

| Arbitri: | Sid Borgia Stan Stutz |

|                                                                           |            |                                                                                    |
| G. Mikan 22                                                               | Punti      | M. Zaslofsky 21                                                                    |
| S. Martin 6                                                               | Assist     | N. Clifton 3                                                                       |
| G. Mikan 19                                                               | Rimbalzi   | N. Clifton 10                                                                      |
| Harrison, Hitch, Hutton, Martin, Mikan, Mikkelsen, Pollard, Saul, Schultz | Formazioni | Clifton, Gallatin, Kaftan, Lumpp, McGuire, McGuire, Simmons, Vandeweghe, Zaslofsky |

| Campione NBA 1952            |
| ---------------------------- |
| Minneapolis Lakers 3º titolo |

#### Hall of famer
| NBA Finals | Atleta         | Squadra            | Anno |            |
| ---------- | -------------- | ------------------ | ---- | ---------- |
| Giocatore  | George Mikan   | Minneapolis Lakers | 1959 | Giocatore  |
| Giocatore  | Jim Pollard    | Minneapolis Lakers | 1978 | Giocatore  |
| Giocatore  | Vern Mikkelsen | Minneapolis Lakers | 1995 | Giocatore  |
| Giocatore  | Slater Martin  | Minneapolis Lakers | 1982 | Giocatore  |
| Allenatore | John Kundla    | Minneapolis Lakers | 1995 | Allenatore |
| Giocatore  | Harry Gallatin | N.Y. Knicks        | 1991 | Giocatore  |
| Giocatore  | Al McGuire     | N.Y. Knicks        | 1992 | Allenatore |
| Giocatore  | Dick McGuire   | N.Y. Knicks        | 1993 | Giocatore  |
| Giocatore  | Nat Clifton    | N.Y. Knicks        | 2014 | Giocatore  |
| Allenatore | Joe Lapchick   | N.Y. Knicks        | 1966 | Giocatore  |

## Squadra vincitrice
| N° | Naz.                   | Ruolo | Sportivo       |  | Alt. |  |
| -- | ---------------------- | ----- | -------------- |  | ---- |  |
| 11 | Stati Uniti (bandiera) | AG    | Lew Hitch      |  | 203  |  |
| 12 | Stati Uniti (bandiera) | AG    | Howie Schultz  |  | 200  |  |
| 15 | Stati Uniti (bandiera) | P     | Joe Hutton     |  | 185  |  |
| 16 | Stati Uniti (bandiera) | G     | Bob Harrison   |  | 185  |  |
| 17 | Stati Uniti (bandiera) | AG    | Jim Pollard    |  | 193  |  |
| 18 | Stati Uniti (bandiera) | G     | Frank Saul     |  | 188  |  |
| 19 | Stati Uniti (bandiera) | C     | Vern Mikkelsen |  | 201  |  |
| 20 | Stati Uniti (bandiera) | P     | Whitey Skoog   |  | 180  |  |
| 22 | Stati Uniti (bandiera) | P     | Slater Martin  |  | 178  |  |
| 99 | Stati Uniti (bandiera) | C     | George Mikan   |  | 208  |  |
|    | Stati Uniti (bandiera) | All.  | John Kundla    |  |      |  |

## Statistiche
Aggiornate al 27 dicembre 2021.
| Categoria | Giocatore    | Squadra            | Media | PG |
| --------- | ------------ | ------------------ | ----- | -- |
| Punti     | George Mikan | Minneapolis Lakers | 23,6  | 13 |
| Rimbalzi  | George Mikan | Minneapolis Lakers | 15,9  | 13 |
| Assist    | Dick McGuire | N.Y. Knicks        | 6,4   | 14 |